# The Gray Ghost

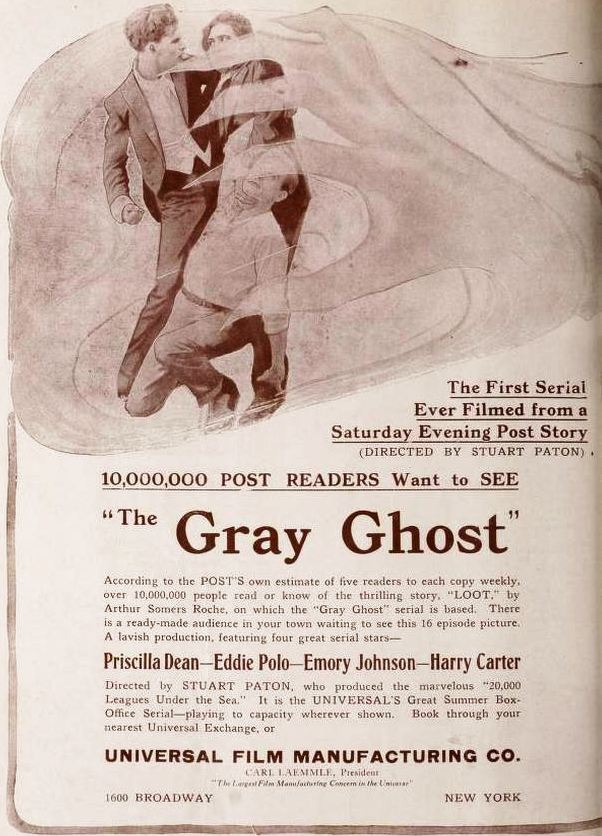
Anúncio de agosto de 1917 na revista Exhibitors Herald

The Gray Ghost, também conhecido como The Grey Ghost (bra: O Fantasma Pardo), é um seriado estadunidense de 1917, em 16 capítulos, categoria ação, dirigido por Stuart Paton. Teve por base o romance “Loot” de Arthur Somers Roche, e veiculou nos cinemas dos Estados Unidos de 30 de junho a 13 de outubro de 1917.

## Elenco
- Harry Carter – “The Gray Ghost”
- Priscilla Dean - Morn Light
- Emory Johnson - Wade Hildreth
- Eddie Polo - Marco
- Gypsy Hart - Cecilia
- Wilton Taylor - Ashby
- Gertrude Astor - Lady Gwendolyn
- Lew Short - Jerry Tyron
- Dick La Reno - Mr. Olmstead
- John Cook - John Reis
- T. D. Crittenden - Mr. Carlow
- J. Morris Foster - Fred Olmstead
- Howard Crampton
- Sydney Deane
- Francis McDonald
- Charles Dorian
- Nigel De Brulier
- Frank Tokunaga

## Capítulos
1. The Bank Mystery
2. The Mysterious Message
3. The Warning
4. The Fight
5. Plunder
6. The House of Mystery
7. Caught In The Web
8. The Double Floor
9. The Pearl Necklace
10. Shadows
11. The Flaming Meteor
12. The Poisoned Ring
13. The Tightening Snare
14. At Bay
15. The Duel
16. From Out of The Past